# Fernand Mailly

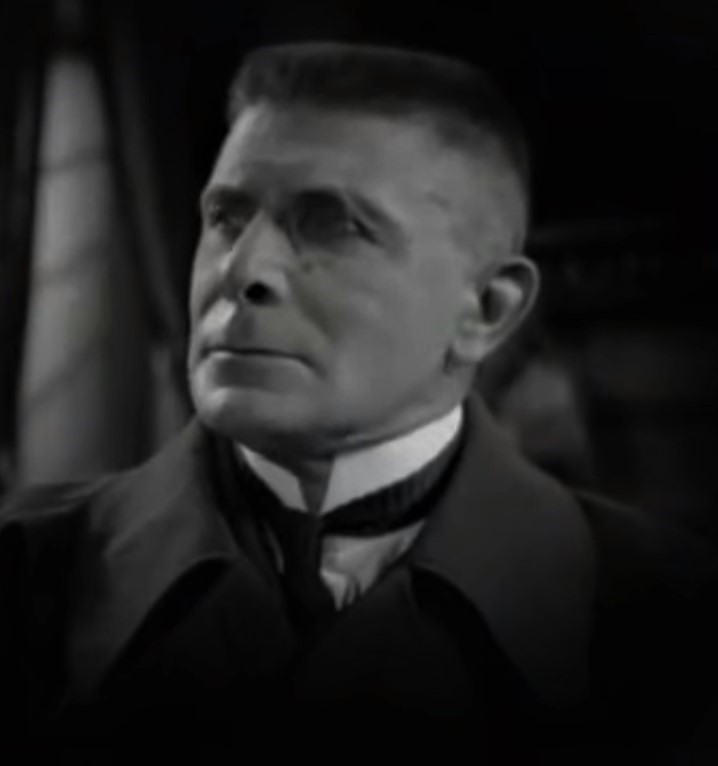
Imagem do ator francês Fernand Mailly.

Fernand Mailly (26 de fevereiro de 1873) foi um ator francês.
Nascido Fernand Jean-Paul Anne, em Le Havre, Sena Marítimo, França.

## Filmografia
- Brigadier Gerard (1915)
- Le traquenard (1915)
- Empire of Diamonds (1920)
- Le Miracle des loups (1924)
- Mare Nostrum (1926)
- Education of a Prince (1927)
- Saint Joan the Maid (1929)
- Inspecteur Grey (1936)